# Kirche Bergheim (Spangenberg)

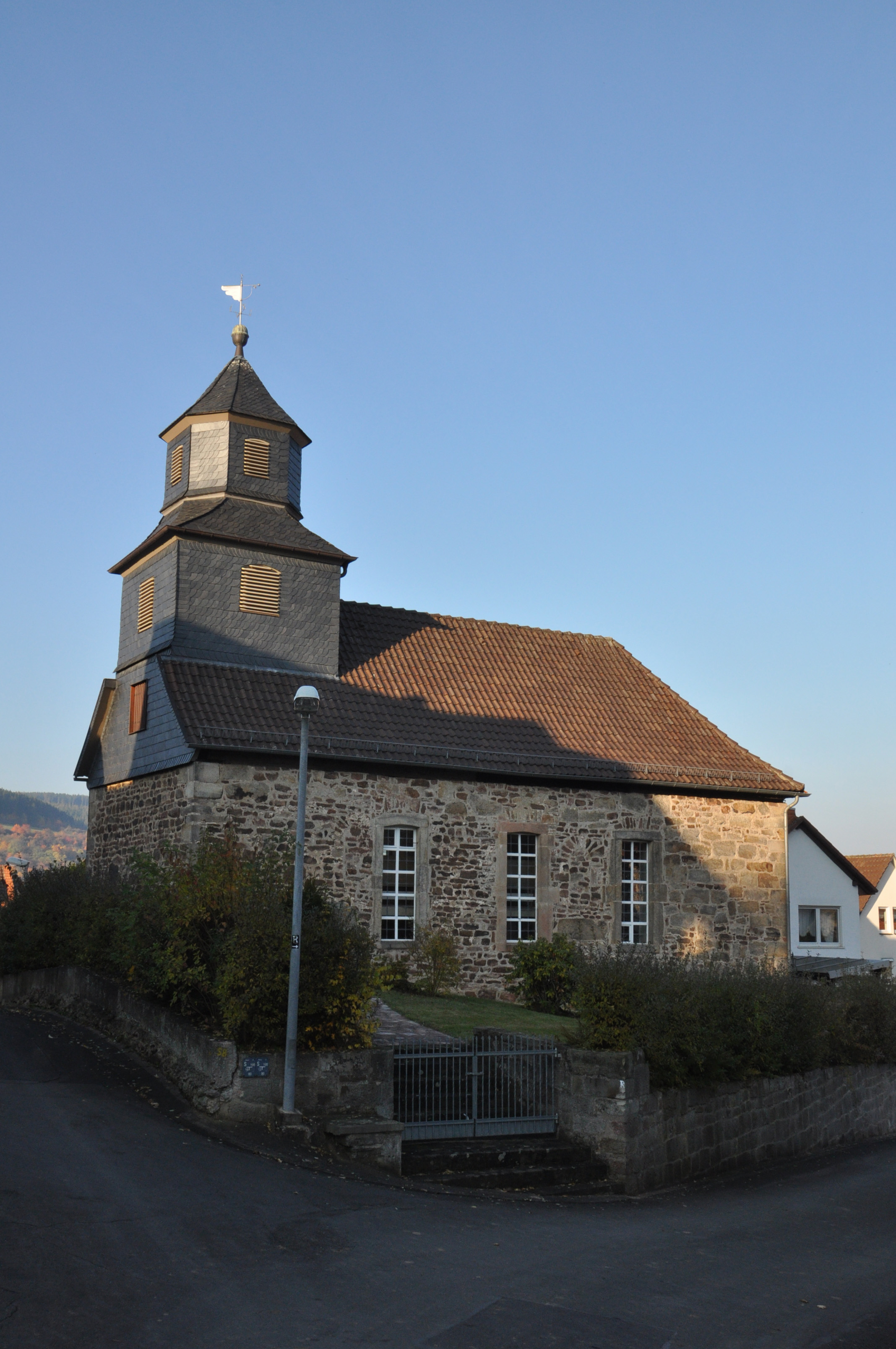
Kirche Spangenberg-Bergheim

Die evangelisch-unierte Kirche Spangenberg-Bergheim steht in Bergheim, einem Stadtteil von Spangenberg im Schwalm-Eder-Kreis von Hessen. Die Kirchengemeinde gehört zum Kirchspiel Mörshausen im Kirchenkreis Schwalm-Eder im Sprengel Marburg der Evangelischen Kirche von Kurhessen-Waldeck. 

## Beschreibung
Die Saalkirche stammt in ihrer ursprünglichen Gestalt aus dem 14./15. Jahrhundert. Ein heute vermauertes Portal im Süden zwischen dem ersten und dem zweiten Fenster des Kirchenschiffs ist noch zu erkennen. Sie wurde 1779–81 unter Verwendung der Bausubstanz des Vorgängers umgebaut, dabei wurde das Kirchenschiff auf der Ostseite um drei Meter verlängert. Im Westen wurde ein schiefergedeckter Dachturm errichtet. In seinem Glockenstuhl wurden 1972 zwei neue Kirchenglocken aufgehängt, nachdem die alten gesprungen waren. 
Der mit einer Flachdecke überspannte Innenraum besitzt auf drei Seiten Emporen. Die Kirchenausstattung stammt im Wesentlichen aus dem Vorgängerbau, die Kanzel vor der Ostwand wurde allerdings erneuert. Die Orgel wurde 1841 von Friedrich Bechstein, Vater von Heinrich Bechstein, gebaut.